# Cortes (Granada)
Cortes es una localidad española del municipio de Cortes y Graena, perteneciente a la provincia de Granada, en la comunidad autónoma de Andalucía. Está situada en la parte central de la comarca de Guadix. Cerca de esta localidad se encuentran los núcleos de Los Baños, Graena, Purullena y Marchal.

## Historia
El nombre Cortes viene del latín y significa «casa de labor». En 1492 fue reconquistada por los Reyes Católicos y pasó a depender de la corona hasta que en el siglo XVII la localidad fue adquirida por la familia Pérez de Barradas, formando el marquesado de Cortes de Graena.

## Demografía

### Evolución de la población
| Gráfica de evolución demográfica de Cortes entre 2000 y 2020 |
|                                                              |
| Datos según el nomenclátor publicado por el INE.             |